# آرتور مانوکیان (دولتمرد)
آرتور ایشخانی مانوکیان (ارمنی: Արթուր Իշխանի Մանուկյան؛ زادهٔ ۳۰ ژوئیهٔ ۱۹۷۰) یک بازیگر، خواننده و سیاستمدار اهل ارمنستان است که از تاریخ ۲۰۱۷ تا تاریخ ۲۰۱۸ سمت نمایندگی دوره ششم مجلس ملی جمهوری ارمنستان را برعهده داشت.

## زندگی‌نامه
در  ۳۰ ژوئیهٔ ۱۹۷۰ در ایروان به دنیا آمد و از انستیتو دولتی سینما و تئاتر ایروان فارغ‌التحصیل شد. 